# Symfonie nr. 2 (Chisholm)
Erik Chisholm componeerde zijn Symfonie nr. 2 (tevens zijn laatste) in 1939. De symfonie is echter nooit in die jaren daarna uitgevoerd. Chisholm was een vrij onbekend componist en was veel onderweg. Vlak na het voltooien van de symfonie schreef Chisholm muziek voor het ballet The Earth-Shapers, dat wel vrij snel haar weg vond naar het publiek. De muziek van de symfonie is grotendeels getransformeerd naar het ballet. Chisholm was zelf betrokken bij het uitvoerende ballet van choreografe Margaret Morris. De muziek werd teruggebracht naar muziek voor twee pianos waarvan Chisholm er een bespeelde. De première van het ballet vond plaats in Glasgow op 28 november 1941 (de dag daarna nog een uitvoering) en werd toen beschouwd als muziek met betrekking tot de Tweede Wereldoorlog. Het uitgeschreven manuscript van de symfonie lag in Kaapstad, maar vertoonde enige hiaten.
De vraag kan gesteld worden of deze symfonie inderdaad een oorlogssymfonie is. Aan de ene kant heeft de componist er niets over losgelaten. Aan de andere kant componeerde andere Britse componisten als Ralph Vaughan Williams en William Walton in de jaren 30 al wel muziek betrekking tot de dreiging van de oorlog. In met name deel (2) is een opkomende paniek en wanhoop te horen, die naar de situatie op het Europese continent kan verwijzen. Het verhaal achter het ballet The Earth-Shapers gaat over de strijd tussen Earth-Spirit en de Fomors met hun boosaardige koning Balor. Earth-Spirit wil de Fomors uitroeien.

## Delen
1. I
  1. Prelude: Adagio – Maestoso
  2. Allegro molto moderato
2. II
  1. Scherzo-Tocata
3. III
  1. Andante maestoso e molto expressivo
  2. Allegro animato – andante moderato
  3. Epiloog: Adagio

Deel (1.2) heeft de componist ook als afzonderlijk werk opgegeven: A Celtic Wonder Tale. Het gehele werk verwijst ook naar Keltische mythen etc. De subtitel verwijst naar Ossian, het boek van James Macpherson.

## Orkestratie
- 3 dwarsfluiten waaronder 1 piccolo, 2 hobo’s, 2 klarinetten, 1 basklarinet, 2 fagotten, 1 contrafagot;
- 4 hoorns, 2 trompetten, 3 trombones, 1 bastrombone, 1 tuba
- 1 stel pauken, percussie, 1 harp, 1 celesta;
- 5 eerste violen, 6 tweede violen, 4 altviolen, 3 celli, 3

## Bron en discografie
- Uitgave Dutton Epoch; Royal Scottish National Orchestra o.l.v. Martin Yates
- Orkestratie[dode link]